# Satellite Award de la meilleure série télévisée dramatique
Le Satellite Award de la meilleure série dramatique (Satellite Award for Best Television Series – Drama) est une distinction de la télévision américaine décernée par The International Press Academy depuis 1997.

## Palmarès
Note : les gagnants sont indiqués en gras.

### Années 1990
- 1997 : X-Files : Aux frontières du réel (X-Files)
  - La Vie à tout prix (Chicago Hope)
  - Urgences (ER)
  - Homicide (Homicide: Life on the Street)
  - New York Police Blues (NYPD Blue)

- 1998 : New York Police Blues (NYPD Blue)
  - Homicide (Homicide: Life on the Street)
  - New York, police judiciaire (Law & Order)
  - Le Caméléon (The Pretender)
  - X-Files : Aux frontières du réel (X-Files)

- 1999 : Oz
  - Urgences (ER)
  - New York Police Blues (NYPD Blue)
  - Le Caméléon (The Pretender)
  - X-Files : Aux frontières du réel (X-Files)

### Années 2000
- 2000 : À la Maison-Blanche (The West Wing)
  - New York, police judiciaire (Law & Order)
  - Oz
  - The Practice : Donnell et Associés (The Practice)
  - Les Soprano (The Soprano)

- 2001 : À la Maison-Blanche (The West Wing)
  - Le Fugitif (The Fugitive)
  - Deuxième chance (Once and Again)
  - The Practice : Donnell et Associés (The Practice)
  - Les Soprano (The Soprano)

- 2002 : 24 heures chrono (24)
  - Washington Police (The District)
  - Six Feet Under (Six Feet Under)
  - Les Soprano (The Soprano)
  - À la Maison-Blanche (The West Wing)

- 2003 : Les Experts (CSI)
  - 24 heures chrono (24)
  - Alias
  - Buffy contre les vampires (Buffy the Vampire Slayer)
  - FBI : Portés disparus (Without a Trace)

- 2004 : The Shield
  - Boomtown
  - La Caravane de l'étrange (Carnivàle)
  - New York, unité spéciale (Law and Order: Special Victims Unit)
  - Nip/Tuck
  - Six Feet Under (Six Feet Under)

- 2005 (janvier) : Nip/Tuck
  - Boston Justice (Boston Legal)
  - The L Word
  - Lost : Les Disparus (Lost)
  - The Shield

- 2005 (décembre) : Dr House (House)
  - Grey's Anatomy
  - Lost : Les Disparus (Lost)
  - Nip/Tuck
  - Rescue Me : Les Héros du 11 septembre (Rescue Me)
  - Rome

- 2006 : Dr House (House)
  - 24 heures chrono (24)
  - Dexter
  - Heroes
  - Rescue Me : Les Héros du 11 septembre (Rescue Me)
  - Sur écoute (The Wire)

- 2007 : Dexter
  - Brothers and Sisters
  - Friday Night Lights
  - Grey's Anatomy
  - Mad Men
  - The Riches

- 2008 : Dexter
  - Brotherhood
  - En analyse (In Treatment)
  - Life on Mars
  - Mad Men
  - Nick Cutter et les Portes du temps (Primeval)

- 2009 : Breaking Bad
  - En analyse (In Treatment)
  - Damages
  - Mad Men
  - Big Love
  - The Good Wife

### Années 2010
- 2010 : Breaking Bad
  - Boardwalk Empire
  - Dexter
  - Friday Night Lights
  - The Good Wife
  - Mad Men
  - Les Tudors (The Tudors)

- 2011 : Justified
  - Boardwalk Empire
  - Breaking Bad
  - Friday Night Lights
  - Sons of Anarchy
  - Treme

- 2012[1] : Homeland
  - Downton Abbey
  - The Good Wife
  - Justified
  - The Newsroom
  - Le Trône de fer (Game of Thrones)

- 2014 : Breaking Bad
  - The Americans
  - Downton Abbey
  - The Good Wife
  - Homeland
  - House of Cards
  - Last Tango in Halifax
  - Mad Men
  - Masters of Sex
  - Rectify

- 2015 : The Knick
  - The Affair
  - The Fall
  - Fargo
  - Halt and Catch Fire
  - Hannibal
  - House of Cards
  - True Detective

- 2016 : Better Call Saul
  - American Crime
  - Bloodline
  - Deutschland 83
  - Fargo
  - Mr. Robot
  - Narcos
  - Ray Donovan

- 2017 : The Crown
  - The Affair
  - American Crime
  - The Americans
  - Better Call Saul
  - The Fall
  - Mr. Robot
  - Poldark

- 2018 : Vikings
  - 13 Reasons Why
  - The Affair
  - The Handmaid's Tale : La Servante écarlate
  - Mindhunter
  - Taboo

- 2019 : Lodge 49 – AMC
  - Arrested Development – Netflix
  - Atlanta – FX
  - Barry – HBO
  - Black-ish – ABC
  - The Good Place – NBC
  - Insecure – HBO

### Années 2020
- 2020 : Succession
  - The Affair
  - The Crown
  - Killing Eve
  - Mindhunter
  - Mr. Mercedes

- 2021 : Better Call Saul 
  - Billions
  - The Crown
  - Killing Eve
  - Ozark
  - P-Valley

- 2022 : Squid Game (Netflix)
  - American Rust (Showtime)
  - Harry Bosch (Prime Video)
  - The Boys (Prime Video)
  - In Treatment (HBO)
  - Line of Duty (BBC One)
  - Lupin (Netflix)
  - Succession (HBO)

- 2023 : Billions
  - 1883
  - The Bear
  - Better Call Saul
  - Gentleman Jack
  - Heartstopper
  - Julia
  - Yellowjackets

- 2024 : The Last Of Us
  - 1923
  - The Crown
  - Godfather of Harlem
  - Succession

- 2025 : Slow Horses
  - La Diplomate (The Diplomat)
  - Matlock (en)
  - Shōgun
  - Squid Game

## Statistiques

### Nominations multiples
- 5 : Mad Men

- 4 : Breaking Bad, Dexter, The Good Wife

- 3 : 24 heures chrono, The Affair, Friday Night Lights, New York Police Blues, Nip/Tuck, Les Soprano, À la Maison-Blanche, X-Files : Aux frontières du réel
- 2 : American Crime, The Americans, Better Call Saul, Boardwalk Empire, Downton Abbey, Dr House, Urgences, The Fall, Fargo, Grey's Anatomy, Homeland, Homicide, House of Cards, En analyse, Justified, New York, police judiciaire, Lost : Les Disparus, Mr. Robot, The Practice : Donnell et Associés, Le Caméléon, Oz, Rescue Me : Les Héros du 11 septembre, The Shield, Six Feet Under

### Récompenses multiples
- 3 : Breaking Bad
- 2 : Dexter, Dr House, À la Maison-Blanche